# Гуалтерио, Филиппо Антонио
Филиппо Антонио Гуалтерио (итал. Filippo Antonio Gualterio; 24 марта 1660, Фермо, Папская область — 21 апреля 1728, Рим, Папская область) — итальянский кардинал, папский дипломат и доктор обоих прав. Титулярный архиепископ Афин с 30 марта 1700 по 21 ноября 1701. Апостольский нунций во Франции с 3 апреля 1700 по 21 ноября 1701. Епископ-архиепископ Имолы с 21 ноября 1701 по 14 октября 1709. Епископ-архиепископ Тоди с 14 октября 1709 по 5 декабря 1714. Камерленго Священной Коллегии кардиналов со 2 марта 1712 по 30 января 1713. Кардинал-священник с 17 мая 1706, с титулом церкви Сан-Кризогоно с 20 апреля 1708 по 29 января 1725. Кардинал-священник с титулом церкви Санта-Чечилия с 29 января 1725 по 31 июля 1726. Кардинал-священник с титулом церкви Санта-Прасседе с 31 июля 1726 по 21 апреля 1728.